# Arctic Umiaq Line

Route

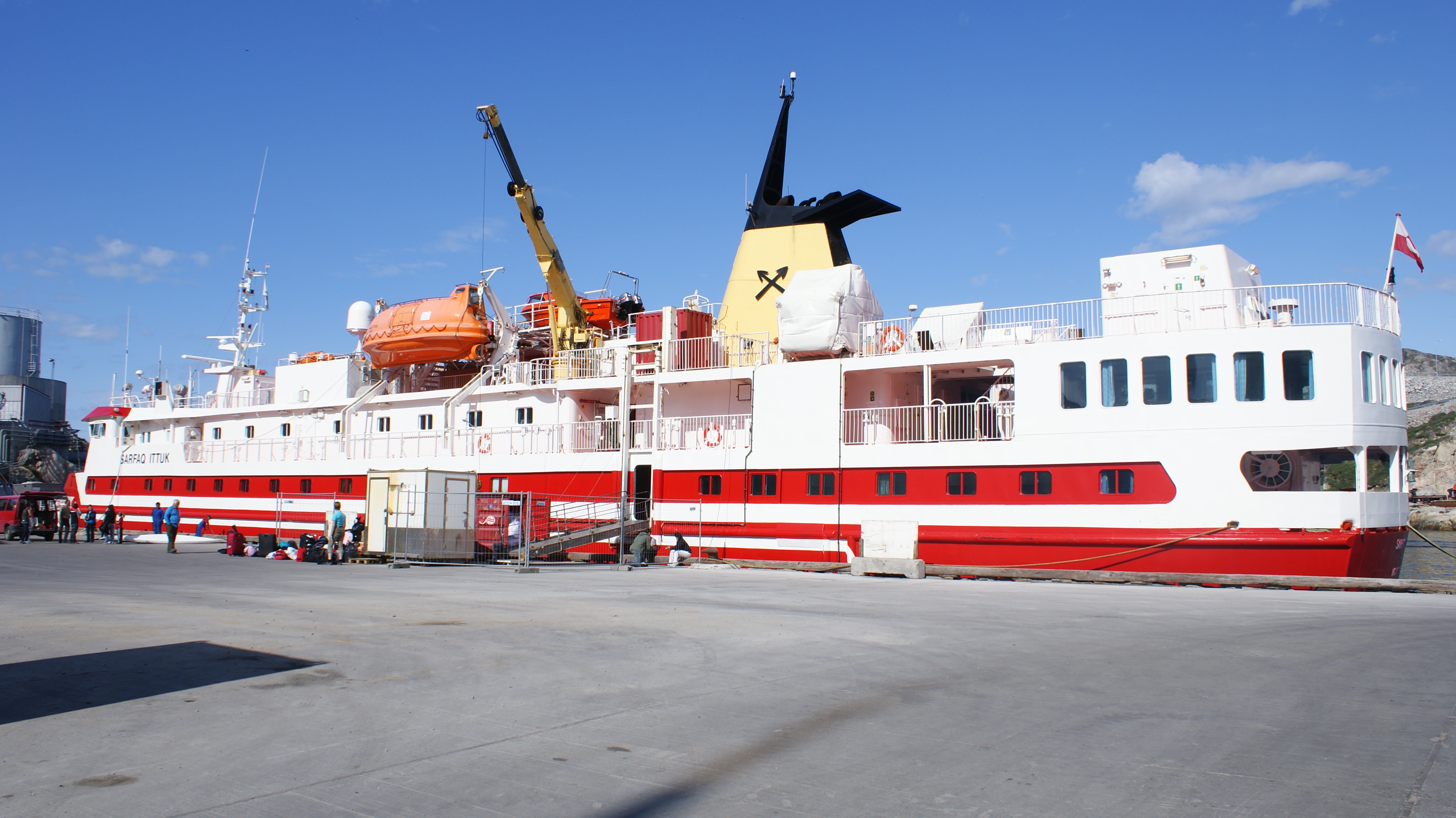
De Sarfaq Ittuk

Arctic Umiaq Line is de enige belangrijke veerdienst van Groenland. Er is één route:
Narsaq (in het zuiden) - Qaqortoq - Paamiut - Nuuk - Maniitsoq - Sisimiut - Kangaatsiaq - Aasiaat - Ilulissat (Disko baai) en wordt met het schip Sarfaq Ittuk gevaren. 
Door het dichte pakijs exploiteren ze pas rond half mei en eindigen de vaarten eind september.
Op het traject Qaqortoq-Sisimiut wordt het hele jaar gevaren.